# Vulcaniella extremella
Vulcaniella extremella är en fjärilsart som beskrevs av Maximilian Ferdinand Wocke 1871. Vulcaniella extremella ingår i släktet Vulcaniella och familjen fransmalar. Inga underarter finns listade i Catalogue of Life.